# Халід Ейса
Халід Ейса (араб. خالد عيسى, нар. 15 вересня 1989) — еміратський футболіст, воротар клубу «Аль-Айн» і національної збірної ОАЕ.

## Клубна кар'єра
Народився 15 вересня 1989 року. Вихованець футбольної школи клубу «Аль-Джазіра». Дорослу футбольну кар'єру розпочав 2010 року в основній команді того ж клубу, в якій провів три сезони, взявши участь у 15 матчах чемпіонату і так й не ставши основним голкіпером команди. 
До складу клубу «Аль-Айн» приєднався 2013 року, відразу став основним воротарем. Станом на 27 грудня 2018 року відіграв за еміратську команду 125 матчів в національному чемпіонаті. В сезоні 2017/18 став співавтором «золотого дубля» — його команда виграла чемпіонат ОАЕ і Кубок Президента. Як діючий чемпіон ОАЕ «Аль-Айн» на правах команди-господаря став учасником Клубного чемпіонату світу 2018, де неочікувано подолав усі етапи змагання і вийшов до фіналу, де, утім, не зміг нав'язати боротьбу представнику Європи, мадридському «Реалу».

## Виступи за збірні
2012 року захищав кольори олімпійської збірної ОАЕ на Олімпійських іграх 2012 року у Лондоні.
2011 року дебютував в офіційних матчах у складі національної збірної ОАЕ, з якою був учасником кубка Азії з футболу 2015 року в Австралії, де захищав ворота своєї команди лише в одній грі — матчі за третє місце проти збірної Іраку. Цей матч його команда виграла і стала бронзовим призером континентальної першості.
За чотири роки був включений до заявки еміратців на домашній для них кубок Азії 2019 року.

## Титули і досягнення
- Чемпіон ОАЕ (4):

«Аль-Джазіра»: 2010-11
«Аль-Айн»: 2014-15, 2017-18, 2021-22
- Володар Кубка Президента ОАЕ (4):

«Аль-Джазіра»: 2010-11, 2011-12
«Аль-Айн»: 2013-14, 2017-18
- Володар Кубка Ліги ОАЕ (1):

«Аль-Айн»: 2021-22
- Володар Суперкубка ОАЕ (1):

«Аль-Айн»: 2015
Збірні
- Переможець Кубка націй Перської затоки: 2013
- Бронзовий призер Кубка Азії: 2015